# Бяндован (мыс)
Бяндован (азерб. Bəndovan burnu) — мыс в юго-восточной части Азербайджана. Административно относится к Карадагскому району города Баку. На территории мыса расположен Бяндованский заказник.

## Физико-географическая характеристика
Является самой восточной частью Ширванской равнины. На мысе расположен одноимённый грязевой вулкан, который воздействовал на формирование рельефа территории.
Самая высокая точка — 47,2 метра над уровнем моря, откуда открывается красивая панорама на Каспийское море.
В северной части мыса проходит Верхний Шервинский канал.

## Город Бяндован
Ещё в 1840 году азербайджанский историк-любитель Аббас-Кули-ага Бакиханов упоминал об остатках подводного города на территории Бяндована. В 1970-х годах на берегу Бяндованского мыса были найдены останки древнего города, датированные IX—XIII веками.